# Prunum roscidum
Prunum roscidum är en snäckart som först beskrevs av John Howard Redfield 1860.  Prunum roscidum ingår i släktet Prunum och familjen Marginellidae. Inga underarter finns listade i Catalogue of Life.